# Кирил Николов (футболист)
Вижте пояснителната страница за други личности с името Кирил Николов.
Кирил Николов е български футболист, полузащитник. Висок е 184 см и тежи 70 кг.

## Кариера
Играл е за Марек, Металург, Миньор (Перник), Литекс, Спортинг Брага (Португалия), Туран (Товуз, Азърбайджан), Еоликос (Митилена, Гърция) и в други гръцки отбори. От март 2007 г. играе за Славия. В А група има 173 мача и 21 гола. С отбора на Литекс е носител на купата на страната през 2001, вицешампион през 2002 и бронзов медалист през 2003 г. За купата на УЕФА е изиграл 17 мача и е вкарал 1 гол за Литекс. Има 4 мача и 1 гол за националния отбор.

## Статистика по сезони
- Марек – 1994/95 – Б група, 7 мача/1 гол
- Марек – 1995/96 – В група, 25/6
- Металург – 1996/97 – Б група, 21/2
- Металург – 1997/ес. - А група, 12/1
- Металург – 1998/99 – А група, 17/1
- Миньор (Пк) – 1999/ес. - А група, 14/1
- Литекс – 2000/пр. - А група, 13/0
- Литекс – 2000/01 – А група, 23/4
- Литекс – 2001/02 – А група, 34/4
- Литекс – 2002/03 – А група, 27/4
- Литекс – 2003/04 – А група, 11/2
- Спортинг Брага – 2004/пр. - Португалска лига, 5/0
- Литекс – 2004/ес. - А група, 11/1
- Марек – 2005/пр. - А група, 14/1
- Туран – 2005/ес. - Юксак Лига, 12/3
- Марек – 2006/ес. - А група, 7/1
- Славия – 2007/пр. - А група